# أكيهيكو أوكامورا
أكيهيكو أوكامورا (باليابانية: 岡村昭彦؛ بالكانا: おかむら あきひこ) هو مصور وصحفي ياباني، ولد في 1929 في طوكيو في اليابان، وتوفي في 1985.